# Paranja

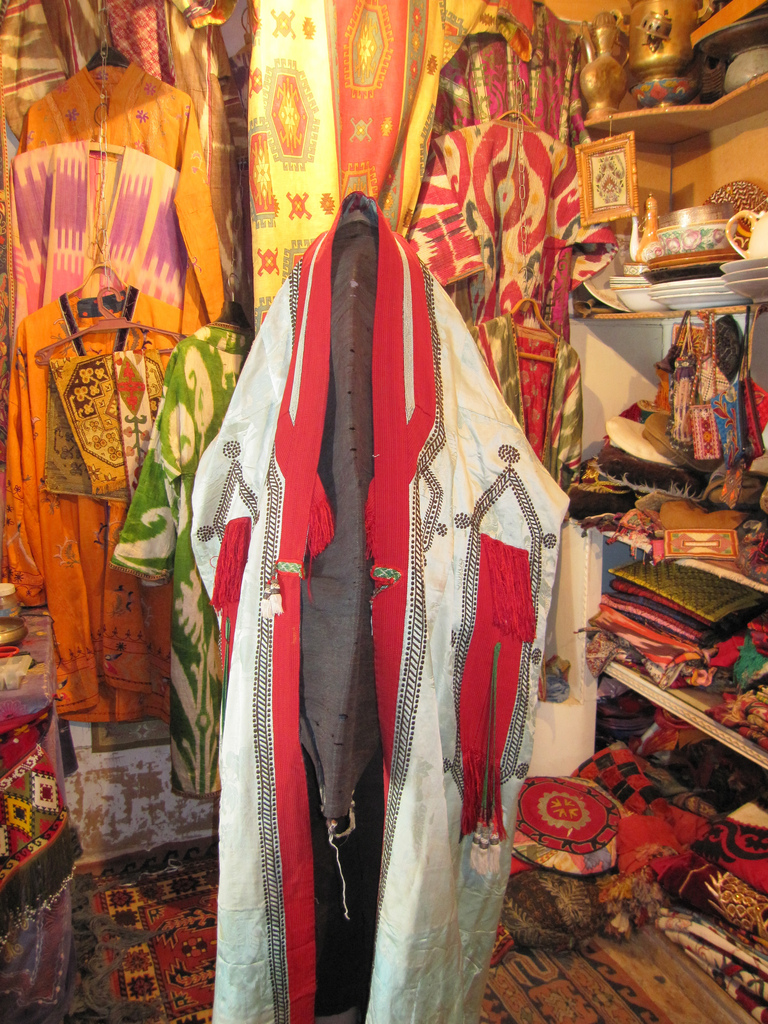
Paranja del 2005.

Paranja (o Paranji) és una túnica de l'Àsia central tradicional en dones i noies, que cobreix el cap i el cos. Es coneix també com burca en altres idiomes. És similar en rol i trets bàsics a altres estils regionals com el xadari afgà.
La part que cobreix el rostre, conegut como chachvan (o chachvon), era pesat en pes y fet amb pèls de cavall. Va ser especialment utilitzat en les àrees urbanes uzbekas i tayicas.
Els paranges i els chachvon van ser comuns el 1917 entre les dones uzbekas en àrees urbanes de les conques de riu del sur. Són menys freqüents en les àrees rurals, pero gairebé res a l'estepa nòmada.
La Revolució d'octubre a Rússia va promoure l'alliberament femení, i cercava prohibir el vel, així com el paranja.